# 해샌 해새노프
해샌 애지즈 오글루 해새노프(아제르바이잔어: Həsən Əziz oğlu Həsənov, 러시아어: Гасан Азиз оглы Гасанов 하산 아지즈 오글루 가사노프[*], 1940년 10월 20일~)는 아제르바이잔의 정치인이자 외교관이다. 그는 아제르바이잔의 마지막 공산주의 지도자로서 소련의 통치 기간과 소련의 붕괴 후 아제르바이잔의 후속 독립 동안 아제르바이잔의 총리를 지냈지만 결국 사임했다.

## 어린 시절
해새노프는 트빌리시에서 태어났다. 트빌리시에서 중등 교육을 마친 후, 1958년 아제르바이잔 기술 대학교에서 공부하기 위해 아제르바이잔 바쿠로 이주했다. 1963년에 그는 대학을 졸업했고 1981년에 바쿠 최고당 학교를 졸업했다. 학생일 때, 그는 그룹, 교수진, 연구소 콤소몰 위원회의 의장을 맡았다. 1962년, 해새노프는 아제르바이잔 학생들의 대표로서 모스크바에서 열린 제14차 소련 콤소몰 정상회담에 파견되었다. 1960년부터 1963년까지 바쿠 학생회의 의장을 지냈으며, 1962년부터 1966년까지 바쿠 콤소몰 위원회의 가정교사로 일했고, 야사말 콤소몰 위원회의 의장을 맡았다. 1966년부터 1967년까지 과학 연구소에서 연구를 진행했다. 1967년 아제르바이잔 공산당 중앙위원회의 가정교사로 임명되었다.

## 정치 경력
콤소몰의 모스크바 중앙 사무소 조직위원회에서 2년간 일한 후, 해새노프는 1971년 다시 바쿠로 돌아와 아제르바이잔 공산당의 가정교사와 부국장으로 일했다. 이후 1975년부터 1978년까지 사바일 지구 제1서기, 1978년부터 1979년까지 숨가이트 당위원회 제1서기, 1979년부터 1981년까지 간자 당위원회 제1서기를 지냈다. 1981년부터 1990년까지 아제르바이잔 공산당 중앙위원회 서기를 지냈으며 1989년부터 1990년까지 아제르바이잔 경제정책위원회 위원장을 지냈다.
1990년부터 1992년까지 아제르바이잔의 총리를 역임했다. 아제르바이잔이 독립한 후, 그는 아제르바이잔의 새 정부를 구성하기 위해 책임자가 되었다. 어려움을 이해한 해새노프는 아제르바이잔 인민전선과 협상하여 새로 수립된 정부 내에서 연합을 구성하도록 요청했다. 1992년부터 1998년까지 아제르바이잔의 외교관으로 근무했으며, 아제르바이잔 주재 대사로 임명된 최초의 아제르바이잔 대사였다. 1992년부터 1993년까지 뉴욕에 유엔 주재 아제르바이잔 대사관을 설립하고 근무했다. 1993년부터 1998년까지 아제르바이잔 외무장관을 지냈다.
1977년부터 1995년까지 아제르바이잔 최고 소비에트 부대표, 1979년부터 1984년까지 소련 최고 소비에트 부대표, 1995년부터 2000년까지 아제르바이잔 국회의원을 지냈다. 그는 또한 국회의 국제 관계 위원회의 위원이었고 새로운 아제르바이잔 헌법을 작성하는 위원회의 위원이었다. 2004년부터 2010년까지 헝가리 주재 아제르바이잔 대사를 지냈다. 2010년 3월 30일, 그는 폴란드 주재 아제르바이잔 대사로 임명되었다. 2021년 1월 8일, 해새노프는 폴란드 주재 아제르바이잔 대사에서 해임되었고, 나르기스 구르바노바는 대통령령에 의해 새로운 대사로 임명되었다.

## 개인사
그는 결혼했고 슬하에 아이귄과 자우르, 그리고 손자들이 있다. 해새노프는 아제르바이잔어, 러시아어, 튀르키예어, 조지아어에 능통하다.